# Fabronia degeneri
Fabronia degeneri là một loài Rêu trong họ Fabroniaceae. Loài này được E.B. Bartram mô tả khoa học đầu tiên năm 1933.